# Enteropatia z utratą białek
Enteropatia z utratą białek, enteropatia wysiękowa – zespół objawów klinicznych związanych z utratą białek osocza krwi do światła jelita.

## Etiopatogeneza
W zdrowym organizmie cały czas zachodzi utrata białek w przewodzie pokarmowym (6–10% albumin ulega degradacji w ciągu 24 godzin, ok. 10% z tej liczby przenika do przewodu pokarmowego), jednak jest ona rekompensowana odpowiednio zwiększoną produkcją w wątrobie. Zmiany chorobowe prowadzą do zachwiania tej równowagi. W wyniku zmian morfologiczno-czynnościowych naczyń chłonnych i z powodu zmienionej zapalnie błony śluzowej jelit dochodzi do nadmiernej utraty białek (ich ucieczka występuje w okolicach szczytów kosmków jelitowych). Prowadzi to do hipoalbuminemii, zmniejszonego ciśnienia onkotycznego i w efekcie tego do obrzęków.

W odróżnieniu od zespołu nerczycowego, utrata białek w enteropatii jest niezwiązana z ich masą cząsteczkową i ładunkiem. Większość białek zostaje strawiona w przewodzie pokarmowym (wyjątkiem jest α1-antytrypsyna – dlatego wykorzystuje się ją w diagnostyce tego schorzenia).

W przebiegu choroby może także dojść do utraty limfocytów i immunoglobulin, chociaż rzadko prowadzi to do klinicznie jawnych zaburzeń odporności, oraz do upośledzonego wchłaniania tłuszczów długołańcuchowych i witamin rozpuszczalnych w tłuszczach.

### Przyczyny
Utrata chłonki:
- wrodzona naczyniakowatość limfatyczna jelit
- choroby serca
  - niewydolność prawokomorowa
  - zaciskające zapalenie osierdzia
  - stan po operacji Fontana
- uszkodzenie naczyń chłonnych
  - nowotwory
  - gruźlica
  - sarkoidoza
  - radioterapia
  - chemioterapia
- marskość wątroby
- zakrzepica żył wątrobowych
- przewlekłe zapalenie trzustki z tworzeniem torbieli rzekomych
- choroba Crohna
- choroba Whipple’a
- przetoki limfatyczno-jelitowe
- wady wrodzone naczyń chłonnych
- zatrucie arszenikiem

Utrata z płynem wysiękowym:
- nadżerki i owrzodzenia błony śluzowej
  - nieswoiste zapalenia jelit
  - rak żołądka
  - chłoniaki
  - mięsak Kaposiego
  - choroby łańcuchów ciężkich
  - rzekomobłoniaste zapalenie jelit
  - mnogie wrzody trawienne lub nadżerki żołądka
  - niesteroidowe leki przeciwzapalne
  - chemioterapia
- zwiększona przepuszczalność błony śluzowej
  - celiakia i sprue tropikalna
  - choroba Menetriera
  - limfocytowe zapalenie żołądka
  - skrobiawica
  - zakażenia
  - choroby układowe tkanki łącznej

## Objawy
Najczęściej występują:
- przewlekła biegunka, zazwyczaj tłuszczowa
- nudności, wymioty
- obrzęki
- wodobrzusze
- niedożywienie, w skrajnym przypadku wyniszczenie
- objawy niedoboru witamin A i D
- możliwy płyn w jamie opłucnowej i worku osierdziowym

## Rozpoznanie
Enteropatię z utratą białek rozpoznaje się na podstawie objawów oraz zwiększonego wydalania α1-antytrypsyny (jej zawartość nie powinna przekraczać 1,5 mg/g kału) w kale (przed badaniem należy zastosować inhibitory pompy protonowej, gdyż α1-antytrypsyna ulega proteolizie przy pH poniżej 3,5).

Jelitową ucieczkę białka można rozpoznać podając albuminy znakowane 51Cr.

### Badania dodatkowe
- hipoalbuminemia
- zmniejszone stężenie γ-globulin (IgA, IgG, IgM) oraz fibrynogenu, transferryny, ceruloplazminy
- limfopenia, hipocholesterolemia, niedokrwistość, hipokalcemia
- limfografia lub limfoscyntygrafia (z użyciem mikrokoloidu znakowanego 99mTc) – nieprawidłowości układu chłonnego
- endoskopia – może wykazać rozsiane białe plamki

### Rozpoznanie różnicowe
Enteropatię wysiękową należy różnicować z następującymi schorzeniami:
- choroby wątroby
- niedożywienie
- zespół nerczycowy
- nadmierny katabolizm w przebiegu różnych chorób przewlekłych
- przewlekła biegunka z innych przyczyn

## Leczenie

### Leczenie przyczynowe
W zależności od choroby podstawowej.

### Dieta
- dieta z niską zawartością tłuszczów zawierających trójglicerydy długołańcuchowe
- stosowanie preparatów zawierających triglicerydy średniołańcuchowe (Portagen)

Powodują one ustąpienie zaburzeń wchłaniania tłuszczów. Dodatkowo obniżają ciśnienie chłonki a przez to również zmniejszają przechodzenie białka do światła jelita.
- dieta bogatobiałkowa (1,5-3,0 g/kg/d) – Protifar
- uzupełnianie niedoborów witamin i składników mineralnych
- żywienie pozajelitowe – w razie potrzeby

### Leczenie operacyjne
Wycięcie części jelita w przypadku wrodzonej naczyniakowatości limfatycznej.

### Leczenie szczególne
- heparyna, suplementacja wapnia – u chorych po operacji Fontana

## Rokowanie
Zależne od choroby podstawowej.